# Aurotipula auroatra
Aurotipula auroatra är en tvåvingeart som först beskrevs av Edwards 1923.  Aurotipula auroatra ingår i släktet Aurotipula och familjen storharkrankar. Inga underarter finns listade i Catalogue of Life.